# Каприччио (живопись)
Каприччио (итал. capriccio — каприз, прихоть, блажь) — жанр пейзажной живописи, популярный в XVII—XVIII веках. В этом жанре изображали архитектурные фантазии, в основном руины вымышленных античных сооружений. Для оживления пейзажа нередко использовали стаффаж. Каприччио тесно связан с жанром ведуты. На некоторых картинах элементы каприччио могут сочетаться с элементами других жанров: мифологическими фигурами, историческими сюжетами, бытовыми деталями.
Жанр каприччио достиг своего совершенства в картинах Джованни Паоло Паннини. Мастерами каприччио также были Марко Риччи, Каналетто и Джованни Баттиста Пиранези, Юбер Робер, Вивиано Кодацци, Витторио Бигари, Стефано Орланди.
Среди более поздних картин можно отметить «Дань сэру Кристоферу Рену» и «Мечту профессора» Чарльза Кокерелла, а также работы Джозефа Гэнди. В наше время в этом жанре работает художник Карл Лоубин (Carl Laubin).
В более широком смысле термин «каприччио» может обозначать фантастические картины вообще. Примером может служить серия гравюр «Vari capricci» (Разнообразные причуды) Джованни Баттиста Тьеполо (опубликованная в 1743 году), где можно видеть развалины древних статуй и руин, но основное внимание привлекают бродящие поблизости люди в экзотических одеяниях — воины, философы. Гравюры не подписаны, и догадываться об их смысле можно только по самим изображениям. Впоследствии Тьеполо создал похожую серию гравюр под названием «Scherzi di fantasia» (Шутки фантазии). Его сын Джованни Доменико также создавал подобные работы по примеру отца.
Классиком гравюры в жанре каприччо является французский рисовальщик и гравёр Жак Калло (Серия «Каприччи», 1617, 1623).
Франсиско Гойя создал известную серию офортов «Капричос», а также использовал это слово в полном названии серии «Бедствия войны». Однако его работы далеки от беззаботного духа тех картин, которые обычно называют термином «каприччио»: они изображают современную художнику жизнь Испании в мрачной гротескной манере.